# Landsberger Allee
La Landsberger Allee è una strada di Berlino.
Con una lunghezza di 11 km, è una delle più lunghe strade della città.
Ha inizio in Platz der Vereinten Nationen, da cui si dirige verso est, attraversando i quartieri di Friedrichshain, Prenzlauer Berg, Fennpfuhl, Alt-Hohenschönhausen, Lichtenberg e Marzahn.
Il nome della strada deriva dalla città di Altlandsberg, verso cui è diretta.

## Storia
Di origine medievale, la strada attraversa oggi ambienti molto diversi: il quartiere ottocentesco intorno al Volkspark Friedrichshain, i grandi quartieri satellite di Fennpfuhl e Marzahn (costruiti negli anni settanta e ottanta), la zona industriale di Lichtenberg nord-est.

### Toponimi
La Landsberger Allee portava originariamente diversi nomi:
- Landsberger Straße, da Alexanderplatz alla porta nelle mura Landsberger Tor (il tratto iniziale, fino a Platz der Vereinten Nationen, è scomparso con la costruzione del quartiere intorno al 2º lotto della Karl-Marx-Allee, e ne è in programma il rintracciamento come percorso pedonale);
- Landsberger Allee, da Landsberger Tor (attuale incrocio con Friedensstraße) alla Ringbahn (ferrovia circolare);
- Landsberger Chaussee, oltre la Ringbahn fino al confine di Marzahn;
- Berliner Straße e Landsberger Chaussee, in territorio di Marzahn fino al confine cittadino.

In varie fasi, a partire dal 1950, la successione di queste strade acquisì l'unico nome di Leninallee. Nel 1992, nell'ambito della "decomunistizzazione" dei toponimi berlinesi, l'intera Leninallee acquisì il nome attuale.